# St. Peter und Paul (Kronberg im Taunus)

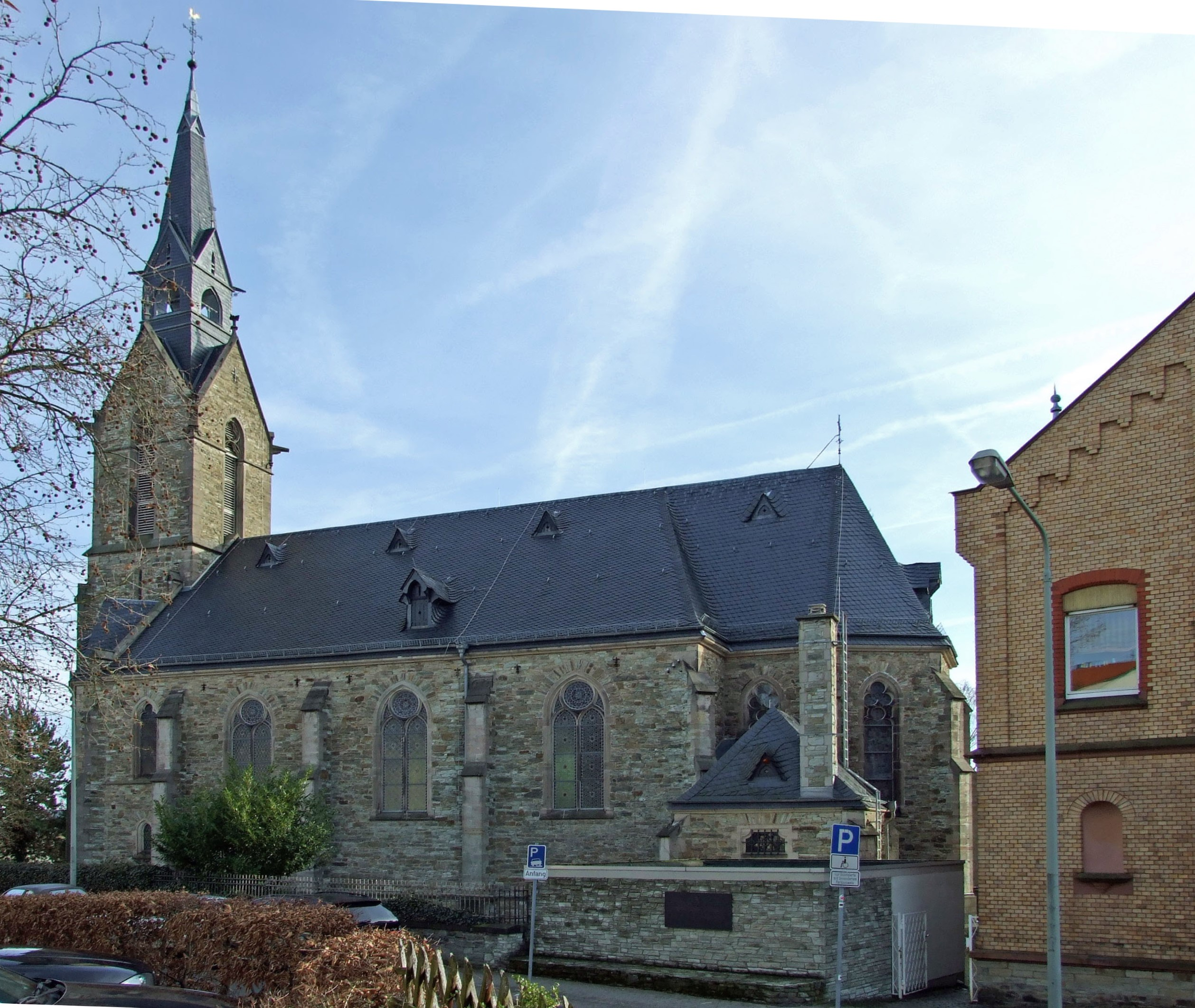
St. Peter und Paul (Kronberg im Taunus)

Die römisch-katholische, denkmalgeschützte Kirche St. Peter und Paul steht in Kronberg im Taunus im Hochtaunuskreis in Hessen. Die Kirche gehört zur Kirchengemeinde Maria Himmelfahrt im Kirchenbezirk Hochtaunus des Bistums Limburg.

## Beschreibung
Die neugotische, mit Strebepfeilern gestützte Hallenkirche wurde nach einem Entwurf von Max Meckel 1876/1877 aus Bruchsteinen erbaut. Der quadratische Kirchturm, der mit einer Laterne bedeckt ist, steht im Osten. In ihm befindet sich das Portal. An das Langhaus mit vier Jochen schließt sich im Westen ein eingezogener Chor mit einem Joch und dreiseitigem Schluss an. Die Sakristei wurde 1959 an den Chor angebaut. 
Der Innenraum ist mit einem Netzgewölbe überspannt. Im um 1500 entstandenen Hochaltar, einem Triptychon, steht eine Statue von Maria, flankiert
von Figuren Nikolaus und Ambrosius. Die Brüstung der auf drei Säulen stehenden Kanzel ist mit Maßwerk verblendet. Die Orgel mit 28 Registern, zwei Manualen und Pedal wurde 1979/1980 von Werner Bosch Orgelbau geschaffen und 2002 durch Hugo Mayer Orgelbau umgebaut.